# 天桥乡 (山阳县)
天桥乡是中国陕西省商洛市山阳县下辖的一个乡。

## 行政区划
天桥乡下辖以下行政区：
天桥村、大岭村、大坪村、夏家坪村、龙洞川村、蜡烛山村、靳家河村、吕家坪村